# IZO (映画)
『IZO』（イゾウ）は、2004年公開の三池崇史監督による日本映画。R-15指定。

## 概要
幕末時代の殺し屋・岡田以蔵をモチーフに、過去・未来を通じ、時間を超越した殺戮を繰り広げる様を描く。豪華な出演陣が話題となった。主演に中山一也を迎えたが、中山はかつて暴力事件で起訴されたことがあり、その私的なイメージと合わせた出演となったとも言われる。
「二度と実現不可能な豪華キャスト人が集結！！歴史に残るヤクネタ映画誕生！」（DVDパッケージより）。2004年時点の日本映画を代表する俳優が出演している。ビートたけしが出演するというので、他の出演者も続々と出演が決定したという。
8月21日渋谷シアター・イメージフォーラムでの初日舞台挨拶では監督、主演は以下の様なコメントをしている。
「役者をやっている人間って魅力があるなと感じていただければ、監督としては仕事をやり終えたという感じです」（三池崇史監督）
「ヴェネチアに呼んでいただいているのも中山一也の起こした奇跡なんですよ。（この作品が作られることは）中山一也が生まれたときから決まっていたんです。ぼくは監督という役を演じさせてもらっているって感じで、ひとりの男が奇跡を起こすことができるっていう日本の映画の状況っていうのはまだまだ捨てたもんじゃない」（三池崇史監督）
「素晴らしいスタッフ・キャストみなさんに支えてもらってなんとか無事にできました」「ぼくは敬愛する裕也さんと同じステージに立つのが夢だったんです。本当にありがとうございます」（主演・中山一也）
「（中山一也さんには）素晴らしいアクターになって欲しい。ヴェネチアに行くことが決定してぼくも喜んでいます」（内田裕也）
2004年ヴェネチア国際映画祭（革新的な映画を集めた部門、オリゾンティ部門）の正式招待作品でもある。

## 主な出演者
- 中山一也 - 岡田以蔵 （イゾー）
- 桃井かおり - サヤ
- 松田龍平 - 殿下
- 美木良介 - ハンペイタ
- 高野八誠 - 男蝶
- ボブ・サップ - 門衛の怪物
- 松方弘樹 - やくざのボス
- 石橋蓮司 - 壱番の男
- 魔裟斗 - 浪人
- 片岡鶴太郎 - 軍閥の将軍
- ビートたけし - 宰相
- 内田裕也 - 弐番の男
- 緒形拳 - 剣豪
- 原田芳雄 - 茶室の老主人
- 篠田三郎 - 学界のドン
- 勝野洋 - 土方歳三 （トシゾー）
- 大滝秀治 - 茶室の老人客
- 山本太郎 - 鬼二
- 遠藤憲一 - 刑吏一
- 寺島進 - 刑吏二
- 松田優 - SAT隊長
- 夏山千景 - 女蝶
- 中山麻理 - 参番の女
- 及川光博 - 沖田総司 （ソウジ）
- 山口仁 - 門番一
- 本宮泰風 - 門番二
- TEAH - 僧兵二
- 村上竜司 - 僧兵三
- ミッキー・カーチス - 重鎮の老人一
- 長門裕之 - 大僧正
- 樹木希林 - イゾーの母親
- 原田大二郎 - 判事一
- 加藤正人 - 判事二
- 塩田時敏 - 判事三
- 小林滋央 - 新郎
- 天手千聖 - 新婦
- 夏樹陽子 - 女教師
- 秋野太作 - 地蔵菩薩
- 力也 - やくざの貸元
- 原田龍二 - ヤンキーのアタマ
- ERIKU - ヤンキーのサブ
- 山口祥行 - 雑兵一
- 古井榮一 - 雑兵二
- ジョー山中 - 執事
- 武蔵拳 - やくざ一
- 田島好人 - やくざ二
- 内山仁 - やくざ三
- 菅田俊 - 僧兵一
- 石山雄大 - 重鎮の老人二
- 高瀬春奈 - ラッキーマザー
- 曽根晴美 - 財界のドン
- 岡田眞澄  - 官僚の長
- 大橋吾郎 - 鬼一
- 須藤雅宏 - 与力
- 友川かずき - 友川かずき

## スタッフ
- 監督：三池崇史
- 原案・脚本：武知鎮典
- 音楽：遠藤浩二
- 主題歌：友川かずき「ピストル」
- 製作者：高野秀夫、波多野保弘、伊藤秀裕
- プロデューサー：向井達矢
- スーパーバイザー：奥山和由
- 制作プロダクション：エクセレントフィルム、楽映舎
- 製作会社：IZOパートナーズ（ケイエスエス、オフィスハタノ、エクセレントフィル）